# Planetron

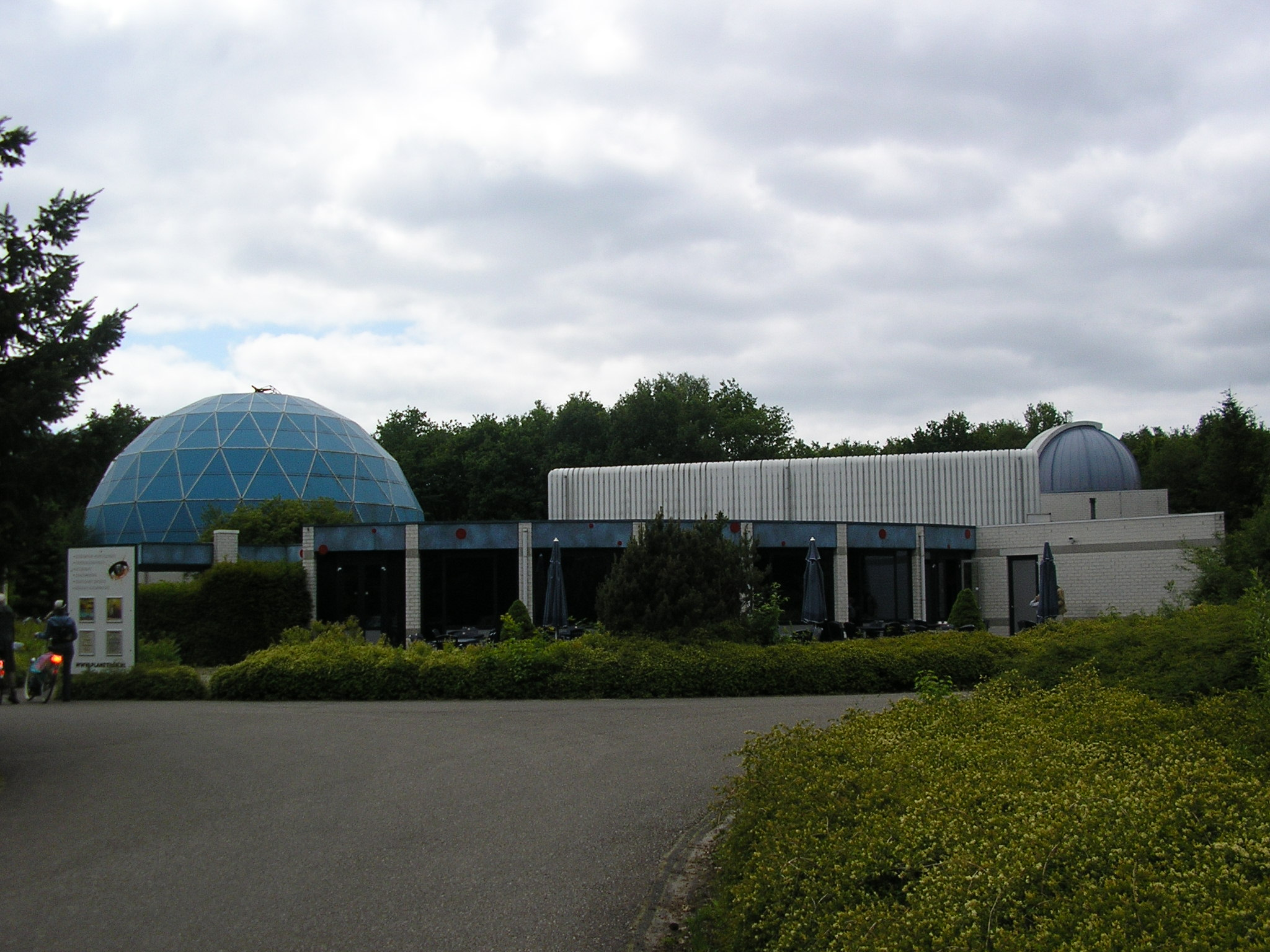
Het Planetron in 2006

Het Planetron Cinedome in Dwingeloo herbergde een van de beide Zeiss-planetariums van Nederland. Het Planetron werd medio 1989 door astronaut Jerry Ross geopend. Met de opening was Planetron meteen een van de grootste voorlichtingscentra over astronomie en ruimtevaart in Nederland.
Teruglopende belangstelling, in combinatie met snelle technische en peperdure ontwikkelingen in de grootbeeldprojectie, deden Planetron besluiten de projectie van deze films per januari 2015 te beëindigen. Nadien was Planetron uitsluitend nog te bezoeken tijdens sterrenkijkavonden.
In verband met de coronacrisis moesten de sterrenkijkavonden na 13 maart 2020 worden geannuleerd. Omdat het Planetron ten tijde van het coronavirus werd verkocht, was de sterrenkijkavond op 13 maart 2020 tegelijkertijd de allerlaatste in de geschiedenis van het Planetron.

## Planetarium met sterrenwacht
Het Zeiss-planetarium was geplaatst in een koepel met een diameter van 15 meter. In deze zaal was plaats voor 123 bezoekers. Als het donker werd in de zaal, werd er voor de bezoekers een realistische sterrenhemel zichtbaar. Naast een planetarium herbergde het ook een sterrenwacht, met de grootste optische telescoop (60 cm diameter) van Nederland die beschikbaar was voor een breed publiek. De telescoop was afkomstig van de voormalige Kapteyn Sterrewacht in Roden. Tijdens een sterrenkijkavond konden bezoekers onder begeleiding door dit instrument kijken naar bijvoorbeeld de kraters op de maan of de ringen van de planeet Saturnus. Daarnaast bezat het Planetron Cinedome een radiotelescoop.

## Rondomtheater
Hiernaast werd het planetarium ook gebruikt als ruimtetheater met rondomfilmvoorstellingen. Deze grootbeeldfilms op het grote koepelvormige projectiescherm omgaven de bezoekers met overweldigend beeld en geluid. Dit was vergelijkbaar met het Omniversum in Den Haag.

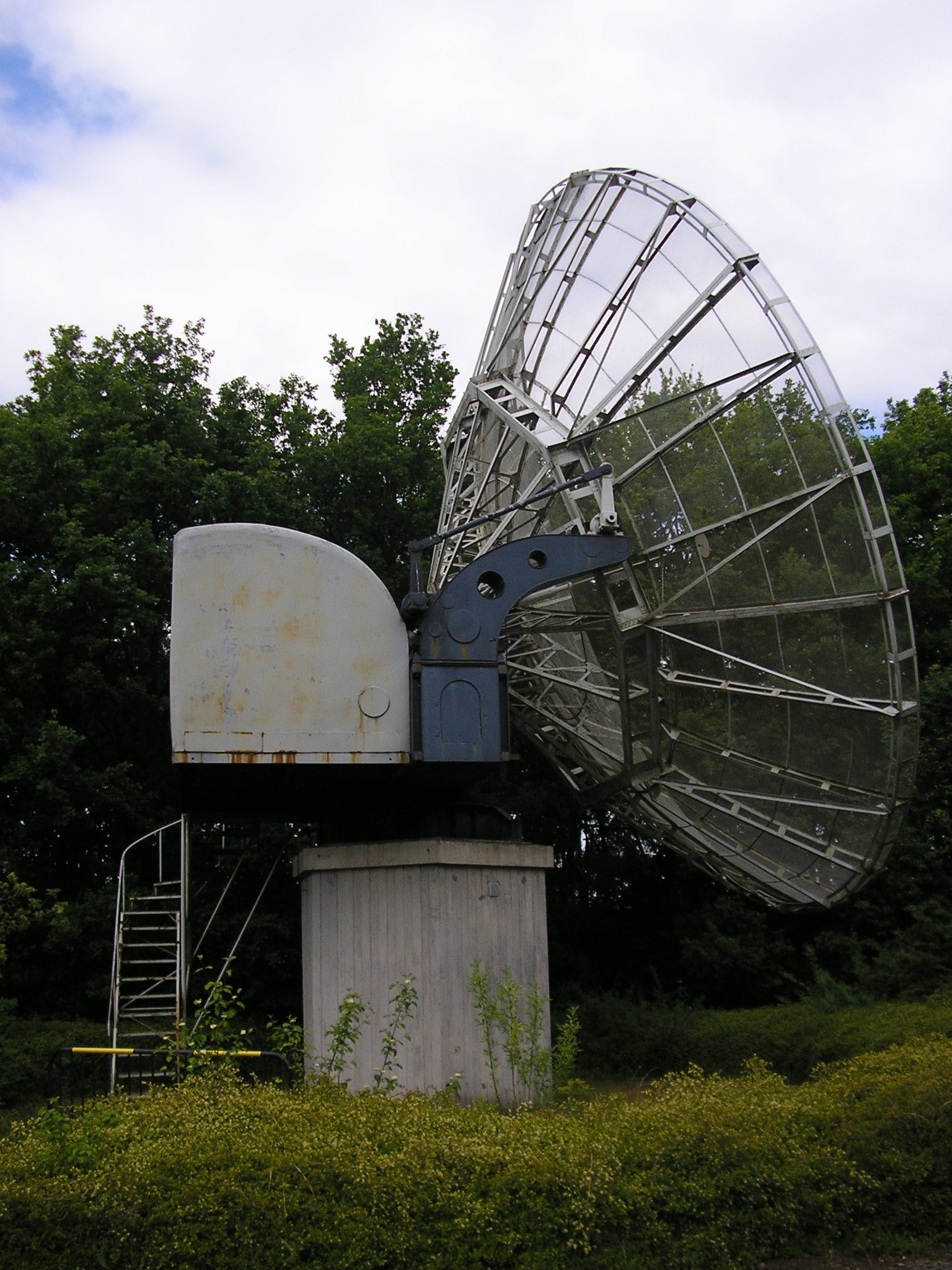
Ontvanger van de radiotelescoop